# Sabrina Weckerlin

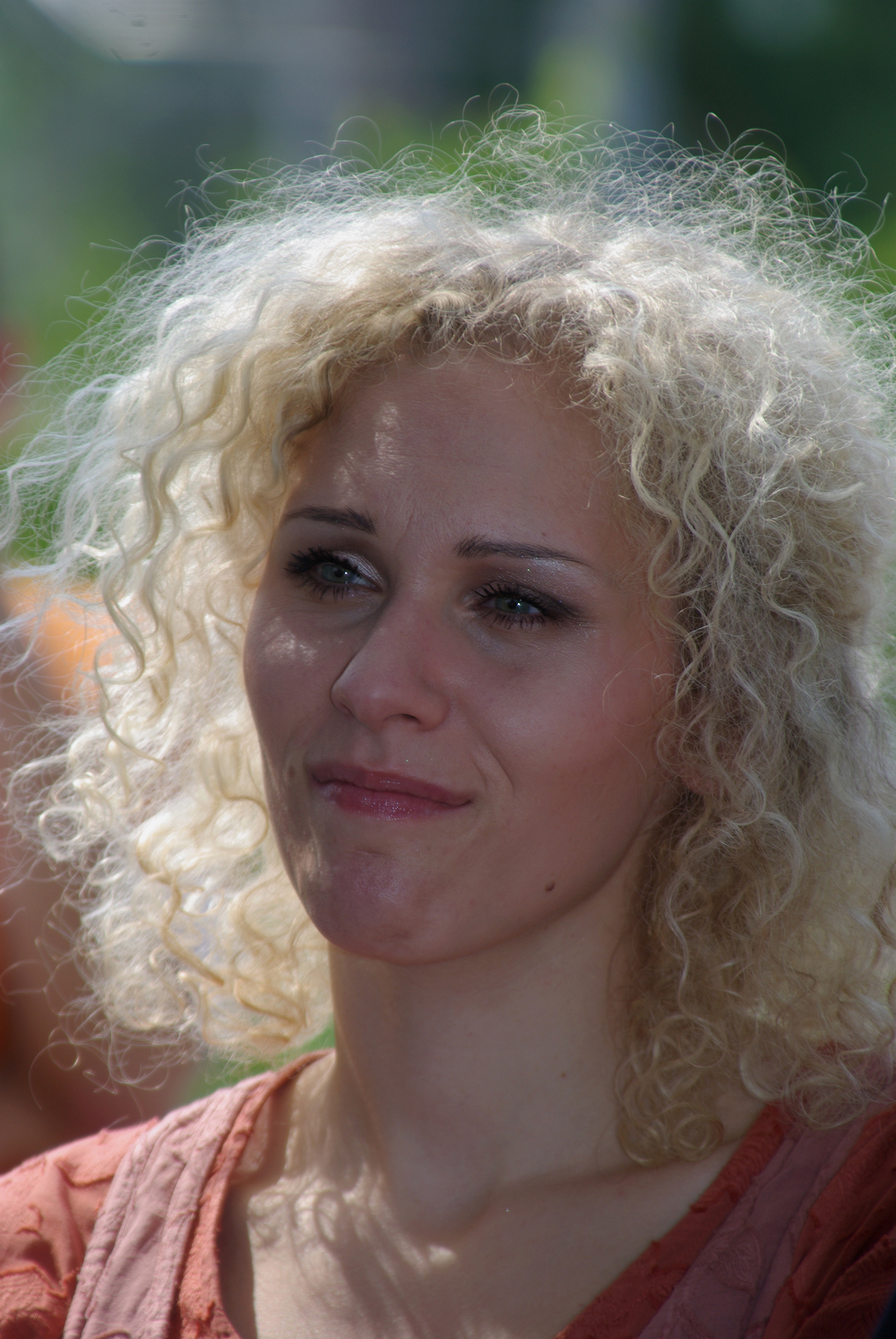
Sabrina Weckerlin (2010)

Sabrina Weckerlin (* 8. Februar 1986 in Villingen-Schwenningen) ist eine deutsche Sängerin und Musical-Darstellerin.

## Leben und Wirken

### Ausbildung und Karriere
Weckerlin wuchs in Furtwangen im Schwarzwald auf. Mit sieben Jahren erhielt sie Tanzunterricht und begann mit elf Jahren eine klassische Gesangsausbildung an der Jugendmusikschule Furtwangen. Als Jugendliche wirkte sie in mehreren Bands mit und schrieb eigene Songs. Ab 2003 folgte ein dreijähriges Studium an der Joop van den Ende Academy in Hamburg, das mit einem Stipendium von der Zeitschrift Bravo gefördert wurde.
Ende 2004 erhielt sie das Angebot, in Berlin im Stage-Entertainment-Musical Die drei Musketiere eine der Hauptrollen (Constance) zu spielen. Das Duett All (I Ever Want) / Alles nahm Weckerlin gemeinsam mit Alexander Klaws auf. Die Single erreichte 2005 Platz 12 der deutschen Charts. Außerdem wirkte Weckerlin als Solistin bei den Musicals Dirty Dancing – Das Original Live on Stage, Elisabeth – Die Legende einer Heiligen und bei der Tourneegala „Best of Musical“ mit.
Von Herbst 2007 bis November 2008 stand sie in Stuttgart als Elphaba (alt) bei der Deutschlandpremiere von Wicked – Die Hexen von Oz auf der Bühne. 2009 spielte sie die Hauptrolle der Magrid Arnaud im Musical Marie Antoinette bei der Europapremiere in Bremen und übernahm im selben Jahr wieder die Titelrolle im Musical Elisabeth – Die Legende einer Heiligen in Eisenach. 2009/2010 stand sie bei That’s Life! Dinner & Musical im Capitol Theater in Düsseldorf auf der Bühne.
2010 spielte sie im Musical Bonifatius in Fulda und Erfurt. 2011 und 2012 wirkte sie als Hauptdarstellerin im Musical Die Päpstin im Schlosstheater Fulda, wo sie diese Rolle in den folgenden Jahren mehrfach übernahm. Ebenfalls 2012 war sie mit Best-of-Musical Gala 2012 auf Deutschlandtournee. Außerdem spielte sie bei der Uraufführung von Artus Excalibur in St. Gallen. 2013 wirkte sie in der deutschsprachigen Premiere des mit dem Pulitzer-Preis ausgezeichneten Musical Next to Normal am Stadttheater Fürth in der Rolle der Tochter Natalie Goodman mit, die sie 2016 auch im Wiener MuseumsQuartier und 2017 wiederholt in Fürth sowie anschließend an der neuen Staatsoperette Dresden spielte.
2015 übernahm Weckerlin eine Rolle in der Uraufführung von Bussi – Das Munical, einem Jukebox-Musical von Thomas Hermanns. 2016 spielte sie die weibliche Hauptrolle bei der Uraufführung des Musicals Der Medicus am Schlosstheater Fulda. Vom selben Jahr an war sie ein Jahr lang als „Kala“ im Disney-Musical Tarzan am Stage Metronom Theater in Oberhausen zu sehen.
2017 und 2018/19 sowie 2025 war sie mit Disney in Concert auf Tour. Von 2021 bis Herbst 2023 spielte sie die Rolle der Elsa im Disney-Musical Die Eiskönigin am Hamburger Stage Theater an der Elbe.
Zusammen mit Alexander Klaws sang sie 2023 bei der Eröffnungsfeier der Special Olympics World Games beim Hissen der Special-Olympics-Fahne im Berliner Olympiastadion und bei der Abschlussfeier am Brandenburger Tor.

### Soziales Engagement
Weckerlin ist seit 2005 Mitglied im Kuratorium der Deutsche Kinderkrebsnachsorge – Stiftung für das chronisch kranke Kind. Die Stiftung engagiert sich für Familien mit chronisch kranken Kindern und unterstützt die Nachsorgeklinik Tannheim sowie die Kindernachsorgeklinik Berlin-Brandenburg. Sie ist zudem Mitglied im Kuratorium der Deutschen Stiftung für Menschen mit Downsyndrom.

## Auszeichnungen
Bei den Musical1.de-Musicalwahlen 2014 wurde Weckerlin auf Platz 3 der Kategorie „Beste Musical-Darstellerin“ gewählt. Dort wurde sie auch auf Platz 2 der „Beliebtesten Musicaldarstellerinnen 2016“ und zur „beliebtesten Musicaldarstellerin 2018“ gewählt.

## Rollenrepertoire (Auswahl)
- Constance in 3 Musketiere
- Titelrolle in Elisabeth – Die Legende einer Heiligen
- Elphaba in Wicked – Die Hexen von Oz
- Margrid Arnaud in Marie Antoinette
- Alrun in Bonifatius – Das Musical
- Wilhelmine in Friedrich – Mythos und Tragödie
- Susanne Beck in Kolpings Traum
- Päpstin Johanna in Die Päpstin
- Morgana in Artus – Excalibur
- Natalie Goodman in Next to Normal
- Stella in Bussi – Das Munical
- Marry Cullen in Der Medicus
- Lotte in Goethe! – Auf Liebe und Tod
- Kala in Tarzan
- Orka in Matterhorn
- Elsa in Die Eiskönigin
- Marian in Robin Hood – Das Musical

## Diskografie
- Kolpings Traum. Soundtrack Original Cast 2013 (Spotlight Musicalproduktion)
- I’m Not Done Yet. Soloalbum (Sound of Music; 2019)
- Die Eiskönigin 2. Soundtrack 2019 (Walt Disney Records/Universal Music; 2019)
- Die Eiskönigin. Originalversion des Hamburger Musicals (Live), Soundtrack 2022 (Stage Entertainment)

## Filmografie
Sabrina leiht der Rolle der Elphaba in der deutschen Synchronfassung der Hollywood-Verfilmung von  Wicked ihre Gesangsstimme. In der deutschen Fassung des Disney-Films Die Eiskönigin II singt Weckerlin die Rolle der Königin Iduna von Arendelle und im ebenfalls 2019 erschienenen Musicalfilm Cats ist sie als deutsche Gesangsstimme der Katze Cassandra zu hören. In dem 2020 veröffentlichten Musical-Weihnachtsfilm Jingle Jangle Journey: Abenteuerliche Weihnachten! übernahm sie die Gesangsrolle von Anika Noni Rose. In der 2022 erschienen Verfilmung von Roald Dahls Matilda – Das Musical ist sie die deutsche Stimme der Schauspielerin Lashana Lynch, welche die Lehrerin Jennifer „Jenny“ Honig darstellt.